# Oakwood (Illinois)
Oakwood ist eine Siedlung in der Oakwood Township, Vermilion County, Illinois, Vereinigte Staaten.
Im Jahr 2017 hatte Oakwood 1532 Einwohner.